# Elma Drayer
Elma Drayer (Drachten, 1957) is een Nederlands schrijfster, columniste en redactrice.

## Levensloop
Drayer studeerde Nederlandse taal en letterkunde aan de Vrije Universiteit. Ze was redactrice bij Vrij Nederland en columniste van Trouw, waar ze ook chef van het opiniekatern was. In december 2014 stapte ze op bij Trouw, nadat bekend was geworden dat haar collega Perdiep Ramesar jarenlang journalistieke fraude had gepleegd: zij verweet de redactie van Trouw eerdere signalen over onjuist bronnengebruik te hebben genegeerd. Van februari 2015 tot en met januari 2025 was Drayer columniste bij De Volkskrant.
Drayer is zelf republikein en atheïst, maar denkt dat "in deze ongewisse tijden afschaffing van de monarchie de onrust niet waard is".
Drayer was getrouwd met dichter en redacteur Erik Menkveld. 